# Більшовик (журнал)

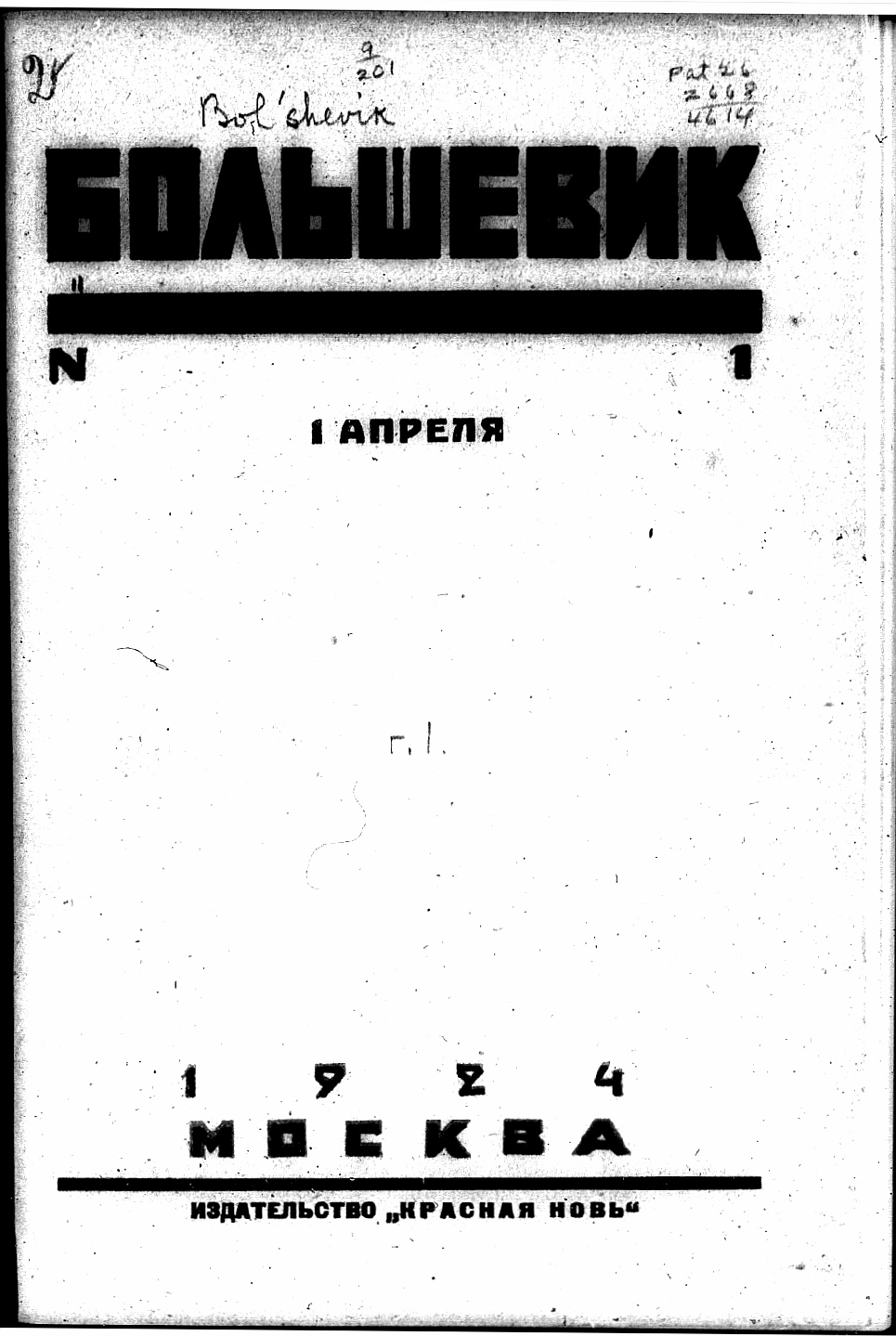
титульна сторінка першого випуску журналу "Большевик" 1924 рік

Більшови́к — теоретичний і політичний журнал ЦК ВКП(б), рішення про випуск якого було прийнято наприкінці 1923 року.
Редакцію журналу було затверджено у складі Бухаріна, Вардіна й Каменєва.
Виходив з квітня 1924 року. Періодичність — раз на два тижні. В журналі висвітлювались питання марксистсько-ленінської теорії, історії міжнародного комуністичного руху й будівництва комуністичного суспільства в СРСР. Друкувались статті з філософії, економіки, літератури й мистецтва.
Після XIX з'їзду партії, на якому ВКП(б) була перейменована у КПРС, в листопаді 1952 року журнал було перейменовано на теоретичний і політичний журнал Центрального Комітету Комуністичної партії Радянського Союзу «Комуніст». З того часу почав виходити з періодичністю раз на 20 днів. Наклад 1952 року становив 600 тисяч примірників.
Нині виходить під назвою «Вільна думка».

## Керівництво
- 1945—1949 Федосєєв Петро Миколайович
- 1949—? Абалін Сергій Михайлович